# هيونا (مغنية 1987)
هيونا ( هانغل: 현아 مون هيونا ولدت في 19 يناير 1987) هي مغنية و عارضة أزياء و مذيعة كورية جنوبية , و المغنية الرئيسية في فرقة الفتيات ناين ميوسز. .

## التعليم
- جامعة بيهوا للنساء ( قسم تصميم الأزياء ) [2]

## الإصدارات الموسيقية

### الأغاني المنفردة
- 2014 : أحبك حتى طريق العودة

### التعاونات
- 2009  : موسيقى - مع فرقة هاوس رولز
- 2013 : هذه الأغنية لك - مع فرقة هاوس رولز
- 2014 : 20 سنة من العمر - تونتي

## الأعمال

### الفيديوهات الموسيقية
- 2009 : J Style للمغني إي جن غي

## وصلات خارجية
- هيونا على موقع ميوزك برينز (الإنجليزية)
- هيونا على موقع ديسكوغز (الإنجليزية)
- هيونا على موقع ديسكوغز (الإنجليزية)

- 현아 - 트위터